# NGC 4016
NGC 4016 هو اصطدام مجري، يقع في كوكبة الهلبة. اكتشف في 30 مارس 1854 . وقد اكتشفه ويليام بارسونز .

## روابط خارجية
- NGC 4016 على موقع ويكي سكاي: DSS2, SDSS, GALEX, IRAS, Hydrogen α, X-Ray, Astrophoto, Sky Map, Articles and images